# Pannonhalma
Pannonhalma è una piccola città dell'Ungheria occidentale, nella contea di Győr-Moson-Sopron. Si trova a circa 20 km dal capoluogo della contea Győr.
Il simbolo della città è l'abbazia di Pannonhalma, sede dell'ordine di San Benedetto, nonché uno dei più antichi monumenti storici dell'intera Ungheria.

## Storia
La città, conosciuta come Győrszentmárton fino al 1965, è nota per la sua millenaria abbazia benedettina e per la Scuola secondaria Benedettina, situate sopra la città, sulla collina di San Martino.

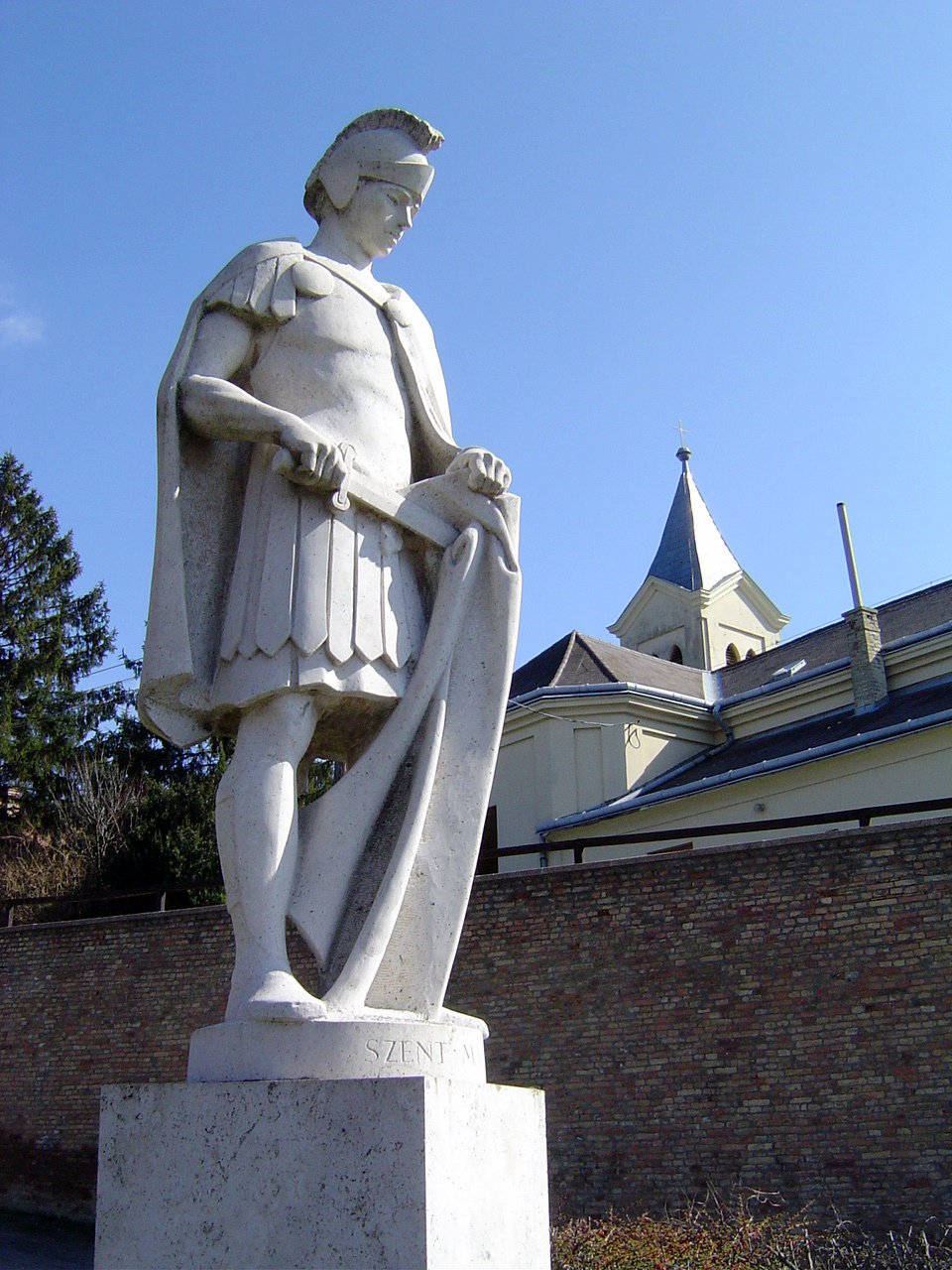
Statua di san Martino che taglia il suo mantello

L'associazione con san Martino deriva da una credenza che il santo fosse nato qui. Questo aveva dato origine sia al nome della collina che della città stessa Győrszentmárton, infatti in ungherese il nome del santo è Szent Márton. Il nome Pannonhalma è stato introdotto come componente delle riforme della lingua ungherese nel diciannovesimo secolo. Nella città è presente una statua che mostra san Martino come soldato romano che taglia il suo mantello secondo la leggenda che vuole che Martino, allora soldato, abbia diviso il suo mantello con un mendicante seminudo.
Nella città sono ancora conservate le fortificazioni originali costruite nel 1500 per combattere le incursioni degli Ottomani. La zona è rimasta a lungo una frontiera fra l'impero islamico e l'ovest cristiano ed ha subito danni considerevoli durante questo tempo.
Agli inizi del diciannovesimo secolo nella città era presente una significativa Comunità ebrea che ha avuto un ruolo importante nelle attività commerciali del villaggio. Nel 1944 le famiglie ebree restanti forono rastrellate e inviate nei campi di sterminio. Alcune famiglie sfuggirono a questo destino grazie al rifugio ricevuto nell'Abbazia benedettina che nell'ottobre 1944 fu presa sotto controllo dalla croce rossa internazionale.
Una piccola sinagoga, costruito verso la fine del 1800, rimane lungo la via principale, benché non sia più in uso.

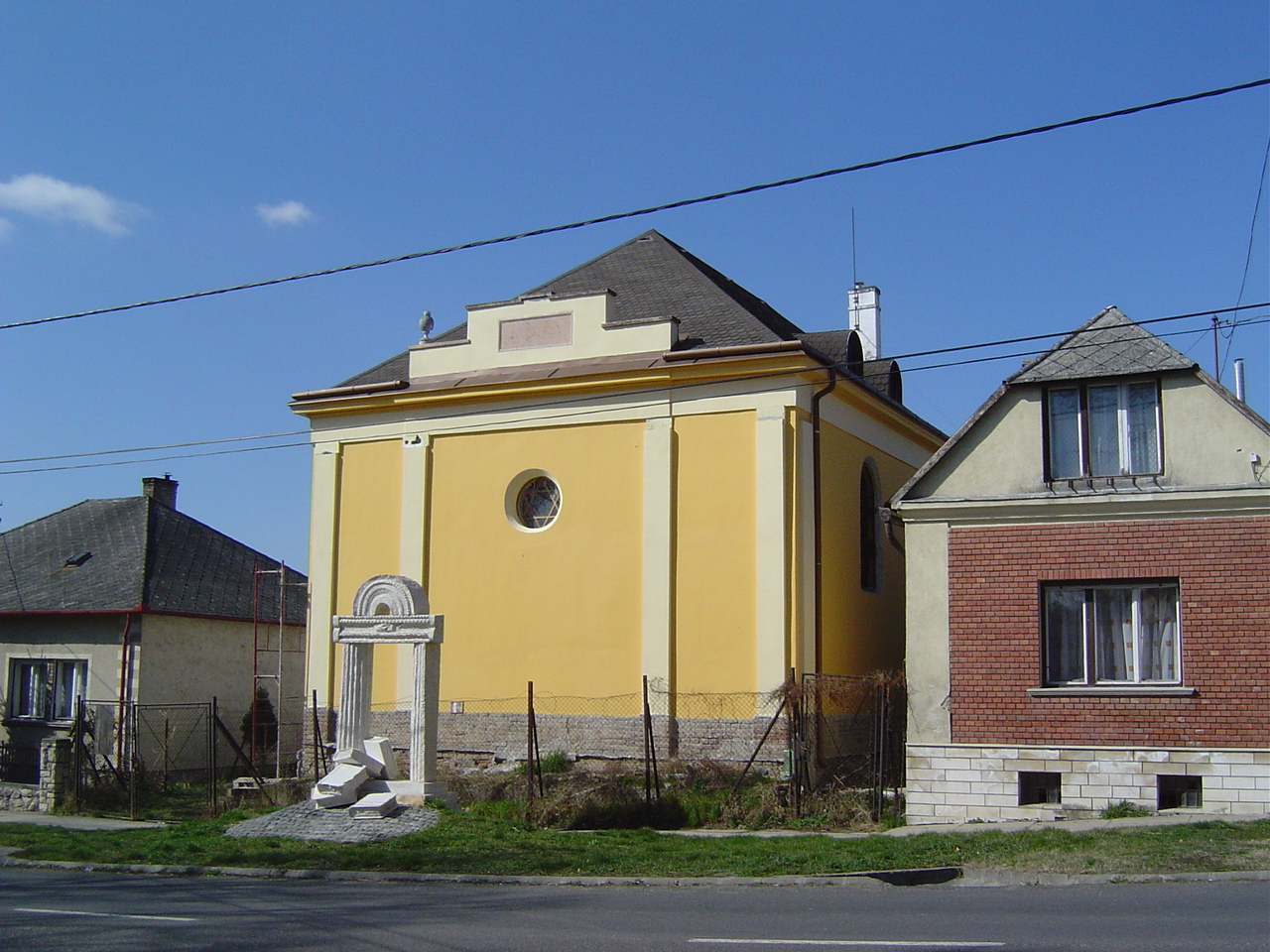
Sinagoga di Pannonhalma

## Amministrazione

### Gemellaggi
Pannonhalma è gemellata con:
- Engen, Germania
- Dolné Saliby, Slovacchia